# Cornelia Jakobs
Anna Cornelia Jakobsdotter Samuelsson (Estocolmo, Suécia, 31 de março de 1999), conhecida artisticamente como Cornelia Jakobs é uma cantora sueca que representou a Suécia no Festival Eurovisão da Canção 2022 com seu single "Hold Me Closer". 